# Kinley Dorji (cầu thủ bóng đá)
Kinley Dorji (sinh ngày 30 tháng 8 năm 1986 hay 2 tháng 12 năm 1981) là một cầu thủ bóng đá người Bhutan, hiện tại thi đấu cho Ugyen Academy và huấn luyện của câu lạc bộ. Anh ra mắt lần đầu cho Đội tuyển bóng đá quốc gia Bhutan năm 2009.

## Thống kê sự nghiệp

### Bàn thắng quốc tế
| 1.                                          | 11 tháng 6 năm 2008 | Sân vận động Rasmee Dhandu, Malé, Maldives | Ấn Độ | 2–1 | Thua | Giải vô địch bóng đá Nam Á 2008 |
| Chính xác tính đến ngày 21 tháng 7 năm 2013 |                     |                                            |       |     |      |                                 |